# Leontiniidae
Los leontínidos (Leontiniidae) son una familia extinta de mamíferos placentarios herbívoros ungulados , del orden Notoungulata perteneciente al superorden Meridiungulata.

## Generalidades

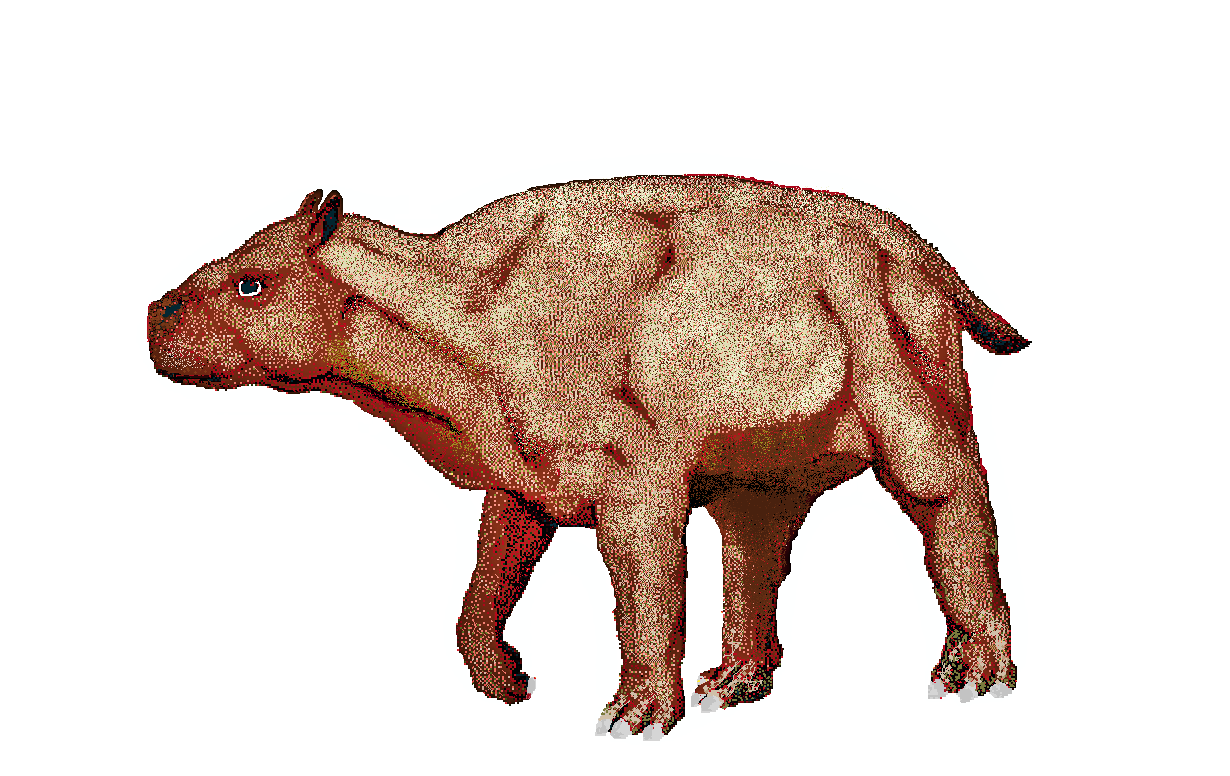
Scarrittia.

Los leontínidos eran animales con una estructura corporal poderosa y es posible que algunos tuviesen cuernos como los rinocerontes y otros paquidermos. Habitaron en Sudamérica, ocupando los nichos ecológicos de paquidermos y otros herbívoros. Eran cuadrúpedos. La familia se identifica por poseer incisivos parecidos a los de los cánidos. El resto de la dentadura suele ser braquiodonte.
Scarrittia es el único miembro de los Leontinidae que se conoce bien. Algunas especies pudieran presentar dimorfismo sexual, por lo cual no está claro todavía el número de especies. Algunas especies son:
Scarrittia canquelensis, Scarrittia robusta, Taubatherium paulacoutoi, Anayatherium, Colpodon antucoensis, Coquenia bondi, Martinmiguelia fernandezi, Leontinia gaudryi, Elmerriggsia fieldia, etc.